# Ian Macfarlane (Politiker)

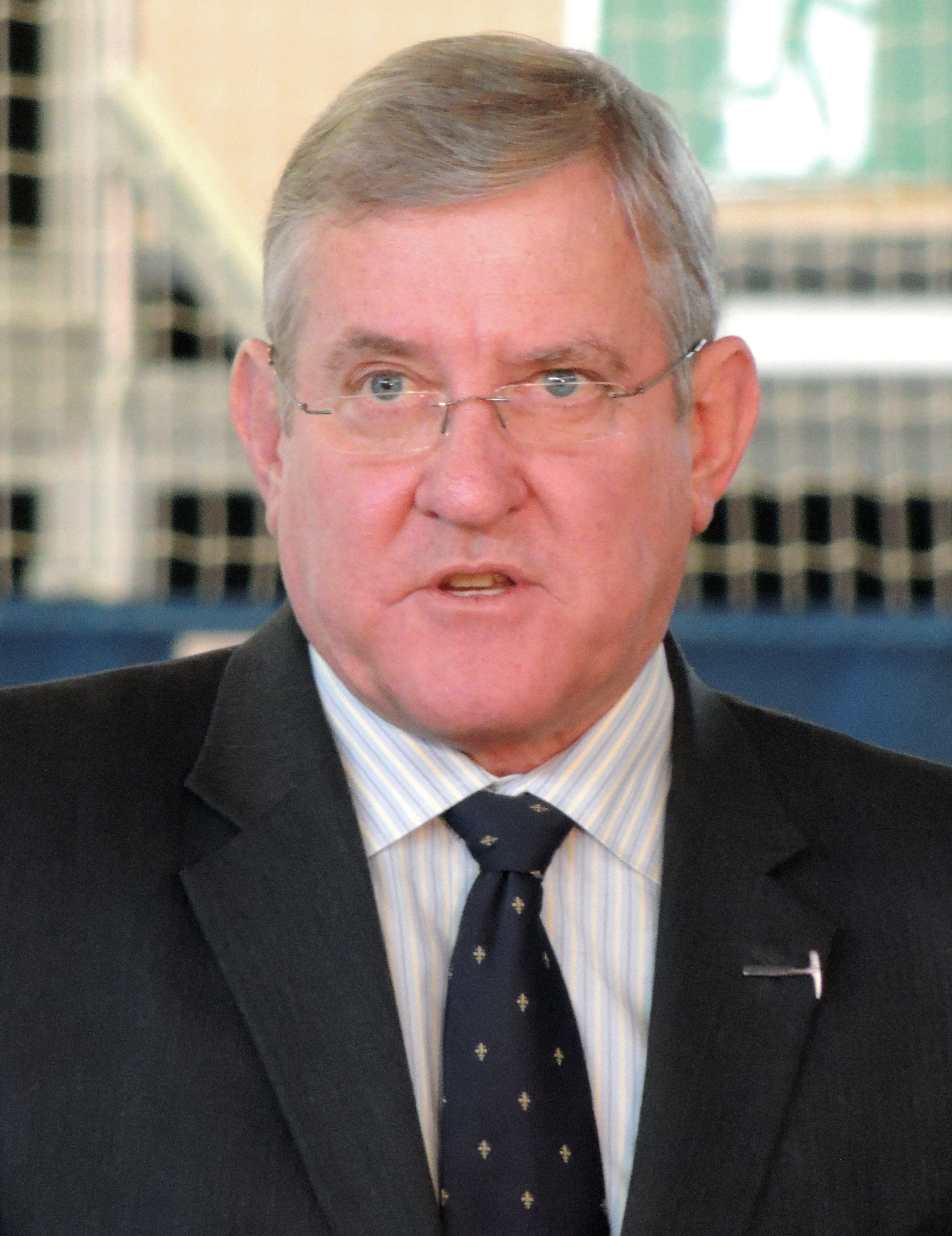
Ian Macfarlane 2015

Ian Elgin Macfarlane (* 5. April 1955) ist ein früherer australischer Politiker der dem House of Representatives von 1998 bis 2016 als Abgeordneter der Liberal Party angehörte. Er war Minister in den Regierungen von John Howard und Tony Abbott.
Als führender Sprecher seiner liberal-konservativen Partei in Fragen des Klimaschutzes hat er eine wichtige Rolle für die australische Klimapolitik gespielt. Er ist umstritten, da er aus der Politik zu einem Lobbyverband der Energiewirtschaft wechselte.

## Persönliches
Macfarlane wurde in Kingaroy, Queensland, geboren. Er war Landwirt und Präsident sowohl der Queensland Graingrowers Association (Verband der Getreideanbauer) als auch des Grains Council of Australia (Getreideverband), bevor er in die Politik ging.
Den Spitznamen "Chainsaw" (Kettensäge) erhielt er von der ABC Landwirtschaftsreporterin Judy Kennedy aufgrund seiner nach einer Raspel klingenden Stimme. Er selbst interpretiert den Spitznamen als Anspielung auf seine Fähigkeit, Bürokratie zu beschneiden ("cut through red tape"). Sein Slogan im Wahlkampf 1998 stand unter dem Motto "The Right Voice for Groom" (die richtige Stimme für [den Wahlkreis] Groom).
Macfarlane besuchte fünf Jahre das Internat Brisbane Grammar School, bevor er mit einem Commonwealth-Stipendium die University of Queensland besuchte. 18 Monate später verließ er die dortige ingenieurwissenschaftliche Fakultät, um in die Landwirtschaft zurückzukehren. 20 Jahre lang baute er Erdnüsse, Hirse und Weizen an und betrieb Rinderzucht.
Macfarlane hat mit seiner Ehefrau Maren zwei Töchter, Kate und Laura.

## Politische Laufbahn
Bei den australischen Unterhauswahlen 1998 errang Macfarlane als Kandidat der Liberal Party das Mandat im Wahlkreis Groom (Division of Groom).
Er wurde im Januar 2001 in der Koalitionsregierung von John Howard zunächst Minister für Kleinunternehmen (Minister for Small Business; ohne Kabinettsrang), bevor er im November 2001 als Minister für Industrie, Tourismus und Rohstoffe in das Kabinett berufen wurde. Nachdem die Koalition in der Wahl 2007 ihre Mehrheit verloren hatte, wurde Macfarlane im Schattenkabinett für Fragen des Handels, der Infrastruktur und der Wasserwirtschaft zuständig.
In einem Interview mit in der ABC Sendung Four Corners am 9. November 2009 sagte Macfarlane, dass sich seine Position zur globalen Erwärmung "ein wenig" geändert habe, da er eine größere Bedeutung des Beitrags der Menschheit erkannt habe. Als Sprecher seiner Partei zu Fragen des Klimawandels hatte er im Jahr 2009 fünf Wochen mit der Ministerin für Klimawandel, Penny Wong, über ein Programm zur Reduzierung des Kohlenstoffeintrags in die Atmosphäre verhandelt, bevor ein Führungswechsel den Parteivorsitzenden Malcolm Turnbull absetzte und ihn durch Tony Abbott ersetzte – womit die Initiative scheiterte.
Nachdem die Wahlen vom September 2013 es Tony Abbott erlaubten, eine Koalitionsregierung zu bilden, wurde Macfarlane zunächst Industrie-, im Dezember 2014 dann Industrie- und Wissenschaftsminister. Obwohl er Malcolm Turnbull unterstützte, verlor Macfarlane bei dessen Übernahme als Regierungschef im September 2015 seinen Kabinettsposten. Macfarlane betrieb daraufhin einen Fraktionswechsel zum Koalitionspartner, der National Party. Wenn er dabei auch in seinem Wahlkreis Unterstützung fand, verhinderte die Parteiführung der Liberalen den Schritt.
Am 15. Februar 2016 kündigte Macfarlane seinen Rückzug aus der Politik an; er werde in den Unterhauswahlen 2016 nicht erneut kandidieren.

## Spätere Tätigkeit
Im September 2016 wurde bekannt gegeben, dass Macfarlane Geschäftsführer des Queensland Resources Council (Lobbyverband, der die kommerziellen Anbieter von mineralischen Rohstoffen und Energieressourcen in Queensland vertritt) wird. Die Senatorinnen der Australian Greens Larissa Waters und Lee Rhiannon kritisierten, dass diese Berufung ein Verstoß gegen geltende Verhaltensregeln für ausgeschiedene politische Amtsinhaber bedeute.
Macfarlane ist seit Mai 2016 auch Vorsitzender des Innovative Manufacturing Cooperative Research Centre (IMCRC; kooperatives Forschungszentrum, das australischen Unternehmen hilft, ihre globale Relevanz durch forschungsgeleitete Innovationen bei Fertigungsprodukten, -prozessen und -dienstleistungen zu erhöhen).